# ATC N – Idegrendszer
Az ATC N – Idegrendszer a gyógyszerek anatómiai, gyógyászati és kémiai osztályozási rendszerének (ATC) egyik fő csoportja.
| ATC N   | Idegrendszer                   |
| ------- | ------------------------------ |
| ATC N01 | Érzéstelenítők                 |
| ATC N02 | Analgetikumok                  |
| ATC N03 | Antiepileptikumok              |
| ATC N04 | Parkinson-kór gyógyszerei      |
| ATC N05 | Pszicholeptikumok              |
| ATC N06 | Pszichoanaleptikumok           |
| ATC N07 | Idegrendszer egyéb gyógyszerei |